# Николаево (лагер)
Трудово-възпитателно общежитие „Мина Николаево“ е концентрационен лагер, действащ от 1948 до юли 1949 г. в село Николаево, Казанлъшко.
Лагерът в „Мина Николаево“ е създаден, поради това че от октомври 1945 г. до края на 1946 г. в лагера в пернишката мина „Куциян“ са въдворявани белогвардейци. След това някои от лагеристите са преместени край село Богданов дол, Пернишко, който функционира до 1951 г., а друга в Николаево до юли 1949 г.
Първото ТВО е уредено на гара Свети Врач през януари 1945 г. В следващите години местата за насилствено въдворяване с цел „превъзпитание“ се разпростират на цялата територия на България, като по-известните са лагерите „Росица“, „Куциян“, „Богданов дол“, „Николаево“, „Ножарево“, „Босна“. Първият документ, регламентиращ създаването на концентрационните е Наредбата-закон за трудововъзпитателните общежития (20 декември 1944) за политически опасните лица, приета на 20 декември 1944 г.